# Брлог Озальський
45°37′ пн. ш. 15°24′ сх. д. / 45.62° пн. ш. 15.40° сх. д.
Брлог Озальський (хорв. Brlog Ozaljski) — населений пункт у Хорватії, у Карловацькій жупанії у складі громади Каманє.

## Населення
Населення за даними перепису 2011 року становило 89 осіб.
Динаміка чисельності населення поселення: